# ناغية فورموزية
ناغية فورموزية (الاسم العلمي:Nageia formosensis) هي نوع من النباتات تتبع جنس الناغية من الفصيلة المعلاقية.